# Теотхар
Теотхар (*Theotchar, д/н — 683/684) — державний і військовий діяч Австразії.

## Життєпис
Ймовірно був представником австразійської гілки баварського роду Агілольфінгів. Його дідом або іншим родичем, напевне, був Боніфацій, герцог Ельзасу, на що вказує схожість імен сина останнього — Теодальда — та Теотхара. Також про це свідчать франкські хроніки. Його родина належала до прихильників (можливо, й родичів по материнській лінії) мажордома Вульфоальда. Висловлюється також думка, що Теотхар був сином або небожем Теодарда, єпископа Маастрихту. Таким чином, через небогу Ірміну Теотхар був родичем Гугобертидів, зокрема Плектурди, дружини Піпіна Герістальського.
Теотхар напевне був прихильником Вульфоальда, допомігши тому зміцнити на троні Хільдеріка II. Згодом Теотхар брав участь у поході до Нейстрії та Бургундії. На дяку за це отримав титул герцога. Втім незрозумілий його статус: знано, що отримав у підпорядкування Нижню Мозелію (долину річки Мозель, де його родина мала чималий вплив) та Західний Ельзас, чим було послаблено Адальріха, який отримав ельзаські землі на схід від Вогезів. 679 року після позбавлення Адальріха влади і впливу в Нейстрії, Теотхар фактично отримав владу в усьому Ельзасі.
З посилення 681 року Піпіна Герістальського в Австразії перейшов на бік Піпінідів. У 682 році Теотхар передав сольові двори та копальні поблизу Марсаля в регіоні Сольнуа Хродуїну, абату Вайссенбурзького монастиря. 683 року зробив нові пожертви цьому абатству.
Можливо загинув або помер під час війни з Ґізлемаром, мажордомом Нейстрії і Бургундії.

## Родина
- Теодард, співвласник Ехтернаху